# Motorola Moto X Play
Das Motorola Moto X Play (eigene Schreibweise moto x PLAY, Codename: „lux“) ist ein Smartphone der Reihe Motorola Moto X (dritte Generation), nebst dem Moto X Style. Es wurde entwickelt und produziert von Motorola. Das Gerät wurde am 28. Juli 2015 angekündigt und wurde am 18. August 2015 veröffentlicht. Das Gerät wurde international veröffentlicht, in den Vereinigten Staaten als Droid Maxx 2.

## Hardware

### Display
Das Smartphone besitzt einen 5,5 Zoll großen, mit Corning Gorilla Glass 3 geschützten IPS-Bildschirm mit einer Auflösung von 1920x1080 Pixeln („Full HD“). Damit ergibt sich eine Punktdichte von 401 ppi. Das Verhältnis von Bildschirm zur Gesamtgröße des Geräts liegt bei 74,4 %.

### Prozessor
Das Moto X Play ist mit einem 1,7-GHz-Qualcomm-Achtkernprozessor-Snapdragon-615, 2 GB RAM, 16 oder 32 GB Speicher und einer Qualcomm-Adreno-405-GPU ausgestattet. Es verfügt über LTE der Kategorie 4 und NFC. Zudem verfügt das Smartphone über einen microSDXC-Karten-Slot, mit dem der Speicher um bis zu 128 GB erweitert werden kann.

### Bedienung
Die Bedienung erfolgt über den Touchscreen sowie über die Lautstärketasten und den Ein-Aus-Schalter. Das Moto X Play verwendet eine Nano-SIM-Karte. In manchen Regionen ist eine Dual-SIM-Variante erhältlich. Die Lautsprecher befinden sich auf der Frontseite unten.

### Kamera
Das Smartphone hat eine 21-Megapixel-Kamera mit einer f/2.0-Blende und einem CCT-Dual-LED-Blitz. Die Kamera besitzt einen Autofokus („Phase Detect“) und kann 1080p-Full-HD-Videos mit 30 Bildern/Sekunde aufnehmen. Slow-Motion-Aufnahmen sind bei 540p-Auflösung mit 120 Bildern/Sekunde möglich.

### Akku
Das Moto X Play besitzt einen 3630 mAH Lithium-Polymer-Akku. Obwohl die Rückseite abnehmbar ist, ist er fest verbaut. Laut Motorola reicht eine Akkuladung für zwei Tage mit gemischter Nutzung. Quick Charge 2.0 von Qualcomm wird ebenfalls unterstützt.

## Software
Das Gerät wurde mit Android 5.1.1 „Lollipop“ ausgeliefert, seit Anfang 2016 war die Android-Version 6.0 „Marshmallow“ erhältlich, und Ende März nun Android 6.0.1.
Das Android-System wurde von Motorola nahezu unverändert übernommen, ergänzt wurde die Ausstattung lediglich durch eine eigene Kamera-App, die Moto-App und die Motorola-Hilfe-App.
Ende September 2015 hat Motorola den Quellcode des Kernels vom Moto X Play veröffentlicht. Anwender haben damit die Möglichkeit, die Komponenten des Betriebssystems nach eigenen Wünschen anzupassen.

## Bewertung
Laut Zeitschrift Computer Bild hatte das Moto X Play im Januar 2016 mit 828 cd/m² den hellsten aller Smartphone-Bildschirme. Bei Tageslicht gehört die Kamera zu den besten am Markt, aber bei Dunkelheit fällt diese stark ab. Bei der Akkuleistung gehört es ebenfalls ins Spitzenfeld. Kritisiert wird das Fehlen eines Gyroskopes, des WLAN-Standards 802.11ac sowie der Chop-Chop-Geste, mit der man durch eine Handbewegung die Taschenlampe aktivieren kann, wie sonst bei Motorola-Geräten üblich.

## Varianten
| Modell | Regionen                                                                  | UMTS-Bänder                      | LTE-Bänder                  | Bemerkungen                                |
| ------ | ------------------------------------------------------------------------- | -------------------------------- | --------------------------- | ------------------------------------------ |
| XT1561 | China                                                                     | unbekannt                        | unbekannt                   | Kein Netlock für Chinesische Netzbetreiber |
| XT1562 | Europa, Australien, Indien                                                | 850/900/1800/1900/2100           | 1/3/5/7/8/19/20/28/38/40/41 | Kein Netlock                               |
| XT1563 | Kanada, Brasilien, und bei den meisten Lateinamerikanischen Netzbetreiben | 850/900/1700(AWS)/1800/1900/2100 | 1/2/3/4/5/7/8/12/17/28      | Kein Netlock                               |

Alle Varianten unterstützen die vier 2G-GSM-Bänder 850/900/1800/1900.